# Allocosa suboculata
Allocosa suboculata este o specie de păianjeni din genul Allocosa, familia Lycosidae. A fost descrisă pentru prima dată de Guy, 1966. Conform Catalogue of Life specia Allocosa suboculata nu are subspecii cunoscute.